# برددار
البُردَدار (من الفارسية، «برده»: ستارة، و«دار» أي صاحب، وتعني حرفيًا «صاحب الستارة» أي الحاجب)، هو المكلف بفتح الستارة أو غلقها على باب الأمير أو الوزير، وقد استخدمت لاحقًا للإشارة إلى البواب.

## نشأة وظيفة البرددارية
أُحدثت وظيفة البرددارية في مصر في دولة الأشرف قايتباي (1468 ـ 1496).

## في الشعر العربي
ورد اللفظ في قول ابن النبيه: